# Palmeria angica
Palmeria angica är en tvåhjärtbladig växtart som beskrevs av Kanehira & Hatusima. Palmeria angica ingår i släktet Palmeria och familjen Monimiaceae. Inga underarter finns listade i Catalogue of Life.